# 塔拉德
塔拉德（Tharad），是印度古吉拉特邦Banas Kantha县的一个城镇。总人口22791（2001年）。

## 人口
该地2001年总人口22791人，其中男性11907人，女性10884人；0—6岁人口4006人，其中男2145人，女1861人；识字率48.73%，其中男性为61.17%，女性为35.13%。